# Fred Burke
Fred "Killer" Burke (Mapleton, Kansas, 29 de mayo de 1893 – Prisión Estatal de Marquette, Míchigan, 10 de julio de 1940) fue un ladrón a mano armada y sicario estadounidense, responsable de muchos delitos cometidos durante la época de la ley seca. Fue considerado como el primer sospechoso de la Masacre de día de San Valentín de 1929.

## Primeros años
Fred R. Burke nació como Thomas A. Camp, uno de los ocho hijos del señor y la señora Wall Camp de Mapleton, Kansas. Sus profesores afirmaron que poseía una inteligencia superior al promedio, y fue un asistente regular de la escuela dominical. Su primer acto criminal sucedió cuando tenía 17 años, cuando estuvo involucrado en un plan de fraude de terrenos con un comerciante ambulante. Burke huyó para evitar un juicio, y se involucró en varias empresas delictivas en Kansas City, Misuri. Se cree que fue en ese período cuando cambió su verdadero nombre a Fred Burke.

## Carrera criminal
Burke viajó a San Luis, Misuri en 1915, en dónde fue miembro de la principal pandilla de la ciudad, los Egan's Rats. En estos primeros años, su actividad criminal carecía en gran parte de la violencia que demostraría durante los años veinte y comienzos de los treinta. Burke, descrito como un hombre alto, bien formado, y de apariencia honesta, actuaba como testaferro de la pandilla para realizar diversas falsificaciones y estafas. En 1917, Burke se alistó en el Ejército de los EE. UU, luego de que se presentara una acusación formal en St. Luis por falsificación. El país había ingresado recientemente a la Primera Guerra Mundial, y Burke ejerció como sargento de tanque en Francia. Después de su regreso del servicio en el extranjero y su baja, Burke pronto fue arrestado por fraude de tierras en Míchigan y tuvo que cumplir un año de prisión allí, seguido por otro año en la Prisión Estatal de Misuri por los cargos que se presentaron antes de alistarse en el ejército.
En 1922, Burke se reincorporó a los Egan's Rats, y trabajó junto con otros tres veteranos de guerra en varios asaltos por todo St. Luis, incluyendo un robo de $80.000 dólares de una destilería local. En 1924, los líderes de la pandilla fueron encarcelados, por lo que Burke regresó a Míchigan junto con otros pandilleros, y se asociaron con los The Purple Gang de Detroit. Burke, Gus Winkler, y los pandilleros disidentes del Egan's Rats, trabajaron en nombre de The Purple Gang, siendo uno de los principales sospechosos de la masacre de Milaflores, ocurrida en marzo de 1927. Unos meses después, un conflicto con la pandilla llevó a que Burke y sus socios se reubicaran en Chicago. Allí, fueron contactados por Al Capone, quién se refirió a ellos como sus "Chicos americanos". Establecido en Chicago, Burke y sus socios se vieron involucrados en asesinatos y atracos a mano armada en lugares tan lejanos como Brooklyn, Nueva York y Paterson, Nueva Jersey y tan al sur como Louisville, Kentucky. Entre ellos estuvo el asesinato del oficial de policía George Zientara, tras un robo de banco en Toledo, Ohio en 1928.

### Masacre del día de San Valentín
En 1928 y principios de 1929, Al Capone tuvo un conflicto con Bugs Moran y su pandilla irlandesa de Chicago Northside. Burke y sus socios atrajeron a cinco miembros y dos asociados de la pandilla Moran a un garaje en la calle Clark en Chicago. Burke y sus socios ingresaron al garaje, algunos disfrazados como policías, y ejecutaron a los miembros de la pandilla Moran. Los asesinatos captaron la atención de la prensa internacional y en unas pocas semanas, Burke fue nombrado por la policía de Chicago como el principal sospechoso de la masacre. Los testigos declararon haber visto a Burke en la escena del crimen, y posteriormente se decomisaron numerosas armas en su hogar, en donde sus balas fueron comparadas con las recogidas en la escena del crimen. Años después, en 1935, Byron Bolton, un miembro capturado de la banda de Kate "Ma" Barker, dio una declaración detallada al FBI en donde implicó a Burke, sus asociados, y otros miembros cercanos a Al Capone como los responsables de la masacre.

## Captura y muerte
Luego de la masacre del día de San Valentín, Burke continuó su patrón de robos a mano armada y asesinatos ocasionales. En diciembre de 1929, un ebrio y paranoico Burke, utilizando el alias Fred Dane, se vio involucrado en una colisión menor de tráfico en St. Joseph, Míchigan. Cuándo el patrullero Charles Skalay (1904-1929) llegó al lugar de los hechos, Burke le disparó y lo mató. Como consecuencia, Burke fue añadido a los diez fugitivos más buscados por el FBI. Para evitar su captura, Burke huyó al norte rural de Misuri. Un boletín de la policía de Míchigan ofrecía una recompensa de $1,000 dólares e informaba de forma destacada: "Este hombre es peligroso y disparará a muerte, y se deben tomar todas las precauciones para realizar su arresto". Entre los alias que utilizó Burke estuvieron Fred Dean, Fred Campbell, y Theodore Cameron. Mientras estaba en Misuri, tomó el nombre de Richard F. White. En 1930, Burke se casó con una mujer local proveniente del Condado de Sullivan, Bonnie Porter, y se instalaron cerca de Green City, Condado de Sullivan. Mientras vivía allí, rondaban las sospechas de que Burke había cometido actos delictivos. Según el relato de un testigo presencial en The Chariton Collector, Burke residió en un hotel en Kirksville, Misuri, el Traveller's Hotel, días antes de que se produjera un atraco en un banco local. Más tarde, su esposa declararía que desconocía la verdadera identidad de Burke, o su pasado delictivo, y pensaba que su marido era solo un hombre de negocios que viajaba mucho.
El 26 de marzo de 1931, un ciudadano del área de Green City quién había leído sobre Burke y vio su imagen en la revista True Detective, lo reconoció como Richard White, y lo reportó ante las autoridades. Burke fue capturado en la casa de su suegro, sin ofrecer resistencia. De vuelta a Míchigan, fue declarado culpable por el homicidio del oficial Skalay, y sentenciado a cadena perpetua en la Prisión Estatal de Marquette. Después de sufrir complicaciones de salud durante varios años debido a diabetes y problemas cardíacos, Burke falleció de un ataque al corazón, el 10 de julio de 1940.

## Documental
- Fred Lowry (Director), How Burke Was Captured, 1931 vía crimedocumentary.com/duración: 15 minutos.